# Lianfa (sockenhuvudort i Kina, Heilongjiang Sheng, lat 47,32, long 126,49)
Lianfa (kinesiska: 联发, 联发乡) är en sockenhuvudort i Kina. Den ligger i provinsen Heilongjiang, i den nordöstra delen av landet, omkring 170 kilometer norr om provinshuvudstaden Harbin. Antalet invånare är 23 408. Befolkningen består av 11 699 kvinnor och 11 709 män. Barn under 15 år utgör 13,0 %, vuxna 15-64 år 79 %, och äldre över 65 år 7,0 %.
Runt Lianfa är det ganska tätbefolkat, med 149 invånare per kvadratkilometer. Närmaste större samhälle är Gonghe, 10,7 km öster om Lianfa. Trakten runt Lianfa består till största delen av jordbruksmark.
Genomsnittlig årsnederbörd är 913 millimeter. Den regnigaste månaden är juli, med i genomsnitt 286 mm nederbörd, och den torraste är januari, med 8 mm nederbörd.